# Дихан Михайло Дмитрович
Михайло Дмитрович Дихан (болг. Михаил Дихан, рос. Михаил Дыхан; нар. 25 серпня 1925, с. Благоево, нині Великий Буялик, Одеська область — пом. 6 липня 2006, Одеса) — український вчений болгарського походження, доктор історичних наук (1973), професор (1974), академік Балканської академії наук і культури, засновник і почесний голова Одеського болгарського культурно-просвітницького товариства (1989), учасник-доброволець Другої світової війни (1941-1945), удостоєний низки військових нагород, інвалід Другої світової війни I групи. Заслужений працівник вищої школи УРСР

## Життєпис
Народився 25 серпня 1925 року в сім'ї болгар, чиї прадіди в першій половині XIX століття, рятуючись від банд курджалі, втекли до Бессарабії. Батько — Димитрій Дихан — селянин, обирався односельцями головою колгоспу в рідному селі.
Дихан закінчив 7 класів, його вчителями були болгарські політемігранти, учасники Вересневого повстання 1923.
У 1939 вступив в Бобринецький сільськогосподарський технікум в Кіровоградській області.

## Німецько-радянська війна
- 5 липня 1941 — в неповні 16 років добровільно вступив в Ольшанський винищувальний батальйон, брав участь в боях біля Первомайська.
- 25 серпня 1941 — перше поранення.
- З 1942 — бере участь в обороні Кавказу.
- 29 жовтня 1944 — борючись у складі 4-го Українського фронту, в день визволення України від німецько-фашистських загарбників був важко поранений на кордоні зі Словаччиною. Переніс ампутацію ноги, все життя користувався милицями.

У липні 1945 — демобілізований.

## Юриспруденція
- 1946 — з відзнакою закінчив Одеський культурно-просвітній технікум.
- 1951 — закінчив юридичний факультет Львівського університету. Працював адвокатом в Одеській області, викладав в Одеському медичному інституті.
- 1972-1975 — завідувач кафедри нової та новітньої історії Одеського державного університету.
- З 1975 — завідувач кафедри наукового комунізму в Одеському інституті народного господарства.
- 1987-1988 — професор Софійського електронного інституту.
- 1993-1997 — за сімейними обставинами знаходився в США, залишаючись громадянином України.
- 1998-1999 — професор кафедри теорії та права Одеської національної юридичної академії.

## Дослідження болгарської діаспори
Більше 50 років займався дослідженням Болгарії та болгарської діаспори в СССР і Україні. Автор понад 200 публікацій: книги, монографії, статті, рецензії по болгаристиці. Підготував ряд молодих послідовників своєї діяльності.